# Jonathan D. Morris
Pour les autres membres de la famille, voir Famille Morris (New Jersey).
Jonathan David Morris (8 octobre 1804 - 16 mai 1875) est un avocat et homme politique américain qui a été représentant américain de l'Ohio pendant deux mandats de 1847 à 1851.
Il est le fils de Thomas Morris et le frère d'Isaac N. Morris.